# Władysław Barański (1898–1944)
Władysław Andrzej Barański (ur. 16 października 1898 w Krościenku, zm. 18 stycznia 1944 w Warszawie) – polski polityk, oficer rezerwy, działacz społeczny, inżynier leśnik, poseł V kadencji Sejmu w latach 1938–1939, członek Koła Parlamentarnego Obozu Zjednoczenia Narodowego w 1938, kawaler Orderu Virtuti Militari.

## Życiorys
Urodził się 16 października 1898 w Krościenku, w ówczesnym powiecie nowotarskim Królestwa Galicji i Lodomerii, w rodzinie Władysława i Zofii z Zubrzyckich. Uczył się w gimnazjach w Krakowie (Gimnazjum św. Jacka) i Wiedniu. Egzamin maturalny złożył w 1916. 3 maja 1916 został wcielony do cesarskiej i królewskiej Armii. Walczył na froncie rosyjskim i włoskim w szeregach c. k. batalionu strzelców polnych nr 4. Na stopień podporucznika rezerwy został mianowany ze starszeństwem z 1 stycznia 1918.
Walczył również w powstaniu wielkopolskim. W Wojsku Polskim służył w 3 pułku strzelców wielkopolskich, późniejszym 57 pułku piechoty wielkopolskiej, w tym podczas wojny polsko-bolszewickiej. 23 lipca 1920 został ranny w bitwie pod Berezą Kartuską. 8 stycznia 1924 został zatwierdzony w stopniu porucznika ze starszeństwem z 1 czerwca 1919 i 3940. lokatą w korpusie oficerów rezerwy piechoty. Początkowo posiadał przydział w rezerwie do 57 pułku piechoty w Poznaniu, a następnie do 72 pułku piechoty w Radomiu.
Po służbie wojskowej studiował leśnictwo w SGGW, którą ukończył w 1923 z tytułem inżyniera leśnika. Od 1924 pracował w Ministerstwie Rolnictwa i Dóbr Państwowych jako radca ministerialny oraz zastępca naczelnika wydziału. W 1931 przeprowadził się do Wilna, gdzie był dyrektorem wileńskiej Izby Przemysłowo–Handlowej i członkiem zarządu Fundacji Pracy. W 1932 ożenił się z Janiną z domu Zawadzką. W 1934, jako oficer rezerwy pozostawał w ewidencji Powiatowej Komendy Uzupełnień Wilno Miasto. Posiadał przydział w rezerwie do 85 pułku piechoty w Nowej Wilejce.
W lutym 1936 znalazł się w gronie 32 osób, mianowanych przez premiera RP Mariana Zyndrama-Kościałkowskiego, powołanych do składu komisji do zbadania gospodarki przedsiębiorstw państwowych. Był członkiem Związku Zawodowego Leśników i Towarzystwa Oświaty Zawodowej. W latach 1931–1933 był redaktorem „Bulletin Forestier Polonais”. Stał na czele Okręgu Wileńskiego Obozu Zjednoczenia Narodowego i jako kandydat na posła z listy tej organizacji wystartował w wyborach do Sejmu w 1938 w okręgu nr 45 (Wilno), uzyskując mandat poselski. W Sejmie uczestniczył w pracach komisji budżetowej i komunikacyjnej. Po wybuchu II wojny światowej przeniósł się do Warszawy, gdzie uczestniczył w pracach konspiracyjnej Delegatury Rządu na Kraj jako członek Dyrekcji Lasów Państwowych w ramach Departamentu Rolnictwa. W okresie swojej pracy w Delegaturze między innymi opracowywał zasady przyszłej administracji leśnictwa, ustroju gospodarczego państwa i organizacji samorządu gospodarczego.
Pochowany na cmentarzu Powązkowskim w Warszawie (kwatera 350 pod murem-1-21).

## Twórczość
Źródła
- Kwestia drzewna w Polsce, Warszawa 1928.
- Przyczynki w sprawie lasów państwowych, Wilno 1933.
- Akcja gospodarcza na ziemiach północno-wschodnich, Wilno 1934.
- Pomiar drzew i drzewostanów, cz. 3: Przyrządy dendrometryczne, Warszawa 1934.

## Ordery i odznaczenia
- Krzyż Srebrny Orderu Virtuti Militari nr 795 – 13 kwietnia 1921[19][5][20][3]
- Krzyż Kawalerski Orderu Odrodzenia Polski – 11 listopada 1936 „za zasługi na polu przemysłu”[21]
- Krzyż Walecznych po raz pierwszy[22][6][3]
- Medal Pamiątkowy za Wojnę 1918–1921[6]
- Medal Dziesięciolecia Odzyskanej Niepodległości[6]
- Odznaka za Rany i Kontuzje z jedną gwiazdką[23]
- Krzyż Kawalerski Orderu Białej Róży Finlandii[6][3]
- Krzyż Oficerski francuskiego Ordru Zasługi Rolniczej[6][3]
- francuski Order Zasługi Morskiej (Francja)[3]
- Krzyż Wojskowy Karola[8]